# Stephanie J. Block
Stephanie Janette Block, nota come Stephanie J. Block (Brea, 19 settembre 1972) è un'attrice e cantante statunitense, nota interprete di musical a Broadway.

## Biografia
Nata e cresciuta in California in una famiglia di origini italiane e tedesche, debutta a Broadway nel 2003 interpretando Liza Minnelli nel musical The Boy From Oz, a fianco di Hugh Jackman.
Nel 2007 interpreta la protagonista Elphaba nel musical Wicked e Grace O'Malley nell'ultimo lavoro di Claude-Michel Schönberg, The Pirate Queen, con Hadley Fraser e Linda Balgord. Nel 2009 interpreta Judy in 9 to 5 e viene nominata al Drama Desk alla miglior attrice in un musical.
Nel 2012 sostituisce Sutton Foster nel musical Anything Goes e nel 2013 interpreta Edwin Drood nel musical tratto dal romanzo di Charles Dickens; per questa sua ultima performance viene candidata al Tony Award alla miglior attrice protagonista in un musical.
Nel 2016 torna a Broadway in un revival del musical Falsettos e per la sua acclamata interpretazione riceve una candidatura al Tony Award alla miglior attrice non protagonista in un musical. Nel 2018 interpreta la protagonista Cher in The Cher Show e per la sua interpretazione vince il Tony Award alla miglior attrice protagonista in un musical. Nel 2024 esordisce sulle scene londinesi nella parte di Lilli Vanessi nel musical di Cole Porter Kiss Me, Kate.
È apparsa anche in altri musical tra cui Cats, Oliver!, Funny Girl, Grease, South Pacific, Guys and Dolls, Joseph and the Amazing Technicolor Dreamcoat e Sunset Boulevard.

### Vita privata
È sposata con Sebastian Arcelus, suo collega in Wicked, e la coppia ha una figlia, nata nel gennaio 2015.

## Filmografia parziale

### Televisione
- Homeland - Caccia alla spia - serie TV, 1 episodio (2013)
- Orange Is the New Black - serie TV, 3 episodi (2016)
- Madam Secretary - serie TV, 4 episodi (2017)
- Rise - serie TV, 8 episodi (2018)
- Bluff City Law - serie TV, 1 episodio (2019)

## Teatro (parziale)
- The Will Rogers Follies, Will Rogers Theater di Oklahoma City (1994)
- Godspell, Pittsburgh Light Civic Opera di Pittsburgh (1995)
- Crazy for You, La Miranda Theatre for Performing Arts di La Miranda (1997)
- South Pacific, Cabrillo Music Theatre e San Gabriel Light Civic Opera (1997)
- Nine, Pasadena Playhouse di Pasadena (1999)
- Bells Are Ringing, New York City Center di New York (1999)
- Call Me Madam, Freud Playhouse di Los Angeles (2000)
- James Joyce's The Dead, Ahmanson Theatre di LA e Kennedy Center di Washington (2000)
- Funny Girl, Music Theatre of Wichita di Wichita (2001)
- Oliver!, Austin Musical Theatre di Austin (2001)
- The Grass Harp, Pasadena Playhouse di Pasadena (2002)
- Fiddler on the Roof-, Pittsburgh Light Civic Opera di Pittsburgh (2002)
- Wicked, Curran Theatre di San Francisco (2003), tour statunitense (2005)
- The Boy From Oz, Imperial Theatre di Broadway (2003)
- The Pirate Queen, Hilton Theatre di Broadway (2007)
- Wicked, Gershwin Theatre di Broadway (2007)
- 9 to 5, Ahmanson Theatre di Los Angeles (2008), Marquis Theatre di Broadway (2009)
- Cats, The MUNY di St Louis (2010)
- They're Playing Our Song, LA Reprise! di Los Angeles (2010)
- By the Way, Meet Vera Stark, Second Stage Theatre dell'Off Broadway (2011)
- Anything Goes, Stephen Sondheim Theatre di Broadway (2011)
- The Mystery of Edwin Drood, Studio 54 di Broadway (2012)
- Little Miss Sunshine, Tony Kiser Theatre dell'Off Broadway (2013)
- Falsettos, Walter Kerr Theatre di Broadway (2016)
- Brigadoon, New York City Center di New York (2017)
- The Cher Show, Oriental Theatre di Chicago e Neil Simon Theatre di Broadway (2018)
- Into the Woods, Saint James Theatre di Broadway (2022)
- Sunset Boulevard, Kennedy Center di Washington (2023)
- Kiss Me, Kate, Barbican Centre di Londra (2024)

## Riconoscimenti
- Tony Award
  - 2013 – Candidatura alla miglior attrice protagonista in un musical per The Mystery of Edwin Drood
  - 2017 – Candidatura alla miglior attrice non protagonista in un musical per Flasettos
  - 2019 – Miglior attrice protagonista in un musical per The Cher Show
- Drama Desk Award
  - 2009 – Candidatura alla miglior attrice in un musical per 9 to 5
  - 2012 – Candidatura alla miglior attrice non protagonista in un'opera teatrale per By the Way, Meet Vera Stark
  - 2013 – Candidatura alla miglior attrice in un musical per The Mystery of Edwin Drood
  - 2014 – Candidatura alla miglior attrice non protagonista in un musical per Little Miss Sunshine
  - 2017 – Candidatura alla miglior attrice non protagonista in un musical per Flasettos
  - 2019 – Miglior attrice protagonista in un musical per The Cher Show
- Drama League Award
  - 2007 – Candidatura alla miglior performance per The Pirate Queen
  - 2018 – Candidatura alla miglior performance per The Cher Show
- Outer Critics Circle Award
  - 2017 – Candidatura alla migliore attrice non protagonista in un musical per Falsettos
  - 2019 – Migliore attrice in un musical per The Cher Show

## Doppiatrici italiane
- Emanuela D'Amico in Rise